# Marina Lewycka
Marina Lewycka (Kiel, 1946. október 12. –) ukrán származású brit regényíró.

## Fiatalkora
Lewycka a második világháború után egy kieli menekülttáborban született. Családja később Angliába költözött; jelenleg a dél-yorkshire-i Sheffieldben él. A lincolnshire-i Gainsborough Queen Elizabeth gimnáziumban, majd az oxfordshire-i Witneyben, a Henry Box középiskolában tanult. A Keele Egyetemen 1968-ban angol és filozófia szakon szerzett BA diplomát, majd a Yorki Egyetemen angol irodalomból BPhil diplomát 1969-ben. Megkezdte, de nem fejezte be PhD tanulmányait a King's College Londonban.

## Karrier
A Sheffield Hallam University médiatudományok előadója volt 2012. márciusi nyugdíjba vonulásáig.

## Munkái
Lewycka A Short History of Tractors in Ukrainian (Rövid traktortörténet ukránul) című debütáló regénye elnyerte a 2005-ös Hay irodalmi fesztiválon a Bollinger Everyman Wodehouse-díjat a komikus írásokért, a 2005/6-os Waverton Good Read Awardot és a 2005-ös Saga Award for Wit díjat; it was long-listed for the 2005 Man Booker Prize a 2005-ös Man Booker-díj hosszúlistáján[6] és a 2005-ös Orange Prize for Fiction rövidlistáján szerepelt. A regényt 35 nyelvre fordították le.
Második regénye, a Two Caravans 2007 márciusában jelent meg keménykötésben a Fig Tree (a Penguin Books egyik kiadványa) gondozásában az Egyesült Királyságban, és a 2008-as politikai írói Orwell-díjra jelölték. Az Egyesült Államokban és Kanadában Strawberry Fields címmel adják ki.
Lewycka harmadik regénye, a We Are All Made of Glue 2009 júliusában jelent meg, negyedik regénye, a Various Pets Alive and Dead pedig 2012 márciusában.[10] Ötödik regénye, a 2016-ban megjelent The Lubetkin Legacy, amely Berthold Lubetkinről, a grúz származású modernista építészről kapta a nevét, aki népi lakásokat épített azzal a jelszóval: „Semmi sem túl jó a hétköznapi embereknek”. A The Lubetkin Legacy a Bollinger Woodhouse Everyman for Comic Fiction díj rövidlistáján szerepelt.
2009-ben Lewycka „The Importance of Having Warm Feet” című novelláját az Oxfam Ox-Tales projektjéhez adományozta, amely 38 szerző négy brit novellagyűjteménye. Története a „Föld” (Earth) című gyűjteményben jelent meg. Még ugyanebben az évben egy második novellát, a „Business Philosophy” címűt az Amnesty International Freedom: Short Stories Celebrating the Universal Declaration of Human Rights című antológiája kötetéhez adományozta (Rövid történetek az Emberi Jogok Egyetemes Nyilatkozatának ünneplésére).
Lewycka 2020-ban jelentette meg The Good, the Bad and the Little Bit Stupid (A jó, a rossz és a kicsit hülye) című regényét. A könyvről a The Spectatorban megjelent kritika megjegyezte, hogy a Brexitről és a szervkereskedelemről szóló megjegyzései „nem annyira eltérőnek, mint inkább véletlenszerűnek tűnnek”.
Lewycka a szépirodalmi művein kívül több könyvet is írt, amelyekben gyakorlati tanácsokat ad az idősek gondozóinak, és amelyeket az Age Concern jótékonysági szervezet adott ki.

### Magyarul megjelent
- Rövid traktortörténet ukránul (A Short History of Tractors in Ukrainian) – Geopen, Budapest, 2007 · ISBN 9789639765221 · Fordította: Szabó B. Réka
- Eperföldek (Two Caravans) – Geopen, Budapest, 2010 · ISBN 9789639765740 · Fordította: Szabó Réka Eszter
- Ragadunk (We Are All Made of Glue) – Geopen, Budapest, 2016 · ISBN 9786155331794 · Fordította: Szabó Réka Eszter
- Cseresznyéskert Londonban (The Lubetkin Legacy) – Geopen, Budapest, 2022 · ISBN 9789635160280 · Fordította: Szabó Réka Eszter
- Steve Hamilton / Marina Lewycka / Michael Palmer / Marie Bostwick: A zárkirály / Enyvből lettünk / Második szakvélemény / Életfonal (The lock artist) – Reader's Digest, Budapest, 2011 · ISBN 9789632891255 · Fordította: Uram Tamás, Őri Péter, Pelle Csilla, Csaba Emese

## Fordítás
- Ez a szócikk részben vagy egészben  a   Marina Lewycka című angol Wikipédia-szócikk fordításán alapul.  Az eredeti cikk szerkesztőit annak laptörténete sorolja fel. Ez a jelzés csupán a megfogalmazás eredetét és a szerzői jogokat jelzi, nem szolgál a cikkben szereplő információk forrásmegjelöléseként.